# Вулиця Василя Безкоровайного (Тернопіль)
Вулиця Василя Безкоровайного — вулиця в мікрорайоні «Старий Парк» міста Тернополя.

## Відомості
Розпочинається від вулиці Михайла Рудницького, пролягає на південний схід до вулиці Уласа Самчука, де і закінчується. Довжина вулиці — 300 м. На вулиці розташовані виключно приватні будинки, з правого боку розташовані корпуси обласної лікарні, що адресно знаходиться на вулиці Клінічній.